# Limnonectes grunniens
Limnonectes grunniens es una especie de anfibio anuro del género
Limnonectes de la familia Dicroglossidae.

## Distribución geográfica
Se distribuye por Nueva Guinea, las Molucas y las Célebes.